# ای‌ام‌سی (شبکه تلویزیونی)
ای‌ام‌سی یک شبکه تخصصی تلویزیون کابلی برای ایالت متحده آمریکاست که بیشتر فیلم و مقدار کمی از برنامه‌های ساخت همین شبکه را پخش می‌کند. عنوان این شبکه مخففی از فیلم‌های کلاسیک آمریکایی (به انگلیسی: American Movie Classics) است که از سال ۲۰۰۲ به دلیل تغییر گرایش شبکه در پخش برنامه تلویزیونی نامش مخفف شد.  مالک این شبکه گروه شبکه‌های ای‌ام‌سی است که در ۱ اکتبر ۱۹۸۴ تأسیس شد. از موفق‌ترین برنامه‌های این شبکه می‌توان از سریال‌های مد من، بریکینگ بد، بهتره با ساول تماس بگیری، مردگان متحرک و جهنم متحرک نام برد.

## سریالهای سال۲۰۲۳

### درام
| نام                       | ژانر                   | تاریخ انتشار  | تعداد فصول   | مدت زمان   | وضعیت                                     |
| ------------------------- | ---------------------- | ------------- | ------------ | ---------- | ----------------------------------------- |
| از مردگان متحرک بترسید    | درام ترسناک            | ۲۳آگوست ۲۰۱۵  | ۸فصل،۱۰۷قسمت | ۴۳-۶۵دقیقه | فصل پایانی(بخش دوم دراکتبر۲۰۲۳منتشرمیشود) |
| بادهای تاریک              | دلهره‌آور روان‌شناختی    | ۱۲ژوئن۲۰۲۲    | ۲فصل،۱۲قسمت  | ۳۹-۴۹دقیقه | درحال پخش                                 |
| مصاحبه با خون آشام        | ترسناک گوتیک           | ۲اکتبر۲۰۲۲    | ۱فصل،۷قسمت   | ۴۶-۷۲دقیقه | تمدید شد                                  |
| جادوگران میفر             | دلهره‌آور ماوراءالطبیعه | ۸ژانویه۲۰۲۳   | ۱فصل،۸قسمت   | ۴۰-۶۰دقیقه | تمدید شد                                  |
| مردگان متحرک: شهر مرده    | درام ترسناک            | ۱۸ژوئن۲۰۲۳    | ۱فصل،۶قسمت   | ۳۹-۵۰دقیقه | تمدید شد                                  |
| مردگان متحرک: دریل دیکسون | درام ترسناک            | ۱۰سپتامبر۲۰۲۳ | ۱فصل،۶قسمت   | نامعلوم    | تمدید شد                                  |